# Arniticus
Arniticus är ett släkte av skalbaggar. Arniticus ingår i familjen vivlar.

## Dottertaxa tillArniticus, i alfabetisk ordning[1]
- Arniticus acatium
- Arniticus acutissimus
- Arniticus alternatus
- Arniticus arrogans
- Arniticus ascius
- Arniticus bartelsi
- Arniticus biannulatus
- Arniticus biguttatus
- Arniticus bimaculatus
- Arniticus biplagiatus
- Arniticus brevicollis
- Arniticus cadivus
- Arniticus carinirostris
- Arniticus cauterius
- Arniticus cestatus
- Arniticus cingulatus
- Arniticus commaculatus
- Arniticus corruptor
- Arniticus costalis
- Arniticus costirostris
- Arniticus crispus
- Arniticus curvirostris
- Arniticus cymba
- Arniticus dahlbomi
- Arniticus dentirostris
- Arniticus difficilis
- Arniticus dorsualis
- Arniticus egenus
- Arniticus esmarki
- Arniticus fahraei
- Arniticus famulus
- Arniticus friesi
- Arniticus fusiformis
- Arniticus gibbosus
- Arniticus gladiator
- Arniticus granellus
- Arniticus granicostatus
- Arniticus granosus
- Arniticus guatemalensis
- Arniticus humeralis
- Arniticus hylobioides
- Arniticus immundus
- Arniticus incognitus
- Arniticus ineptus
- Arniticus ingens
- Arniticus insignatus
- Arniticus integellus
- Arniticus interstinctus
- Arniticus lacordairei
- Arniticus laticollis
- Arniticus latipennis
- Arniticus lembunculus
- Arniticus letabilis
- Arniticus leucomelanostigma
- Arniticus lituratus
- Arniticus longiclavis
- Arniticus ludiosus
- Arniticus maculosus
- Arniticus medioximus
- Arniticus miliaris
- Arniticus moestificus
- Arniticus mortuus
- Arniticus mucronatus
- Arniticus neglectus
- Arniticus obliquus
- Arniticus occultus
- Arniticus ochreopictus
- Arniticus parcus
- Arniticus pardus
- Arniticus perturbatus
- Arniticus pissodeoides
- Arniticus plagiatus
- Arniticus prionurus
- Arniticus punctatoscabratus
- Arniticus quadrimaculatus
- Arniticus querulus
- Arniticus reichenbachi
- Arniticus rusticanus
- Arniticus sahlbergi
- Arniticus scabiosus
- Arniticus scapha
- Arniticus setiger
- Arniticus stevensi
- Arniticus stigma
- Arniticus stratioticus
- Arniticus strator
- Arniticus subpartitus
- Arniticus sulcicrus
- Arniticus sulcirostris
- Arniticus testudo
- Arniticus tetraspilotus
- Arniticus tricolor
- Arniticus ziegleri